# カオスコード
『カオスコード』（CHAOS CODE）は、台湾のゲーム会社F K Digitalが開発し、アークシステムワークスより2011年8月4日より稼働開始した2D対戦型格闘ゲーム。
台湾では「混沌代碼」と表記される。

## 概要
オーストラリアのシドニーに本社を置くF K Digital（エフケーデジタル）によって開発された2D格闘ゲームであり、同社の処女作である。海外スタジオ開発作品としては珍しく、開発当初よりターゲットを日本市場と日本のゲームファンに絞って開発されたことが明言されている。開発拠点は台湾の台中に置かれており、台湾人スタッフによって開発されている。なお、開発以外のマーケティング業務などは全てオーストラリアで行われている。2012年2月現在、台湾に10名の開発スタッフ、オーストラリアに4名の社員、日本に広報スタッフが在籍している。
作中には古今のゲーム、映画、マンガ・アニメ、日本のサブカルチャーのオマージュがふんだんに取り入れられている。また、背景や音楽も凝った作りになっている。
開発に取り掛かったのは2006年からだったが、処女作であったこともあり開発の難航に加え、パブリッシャー契約を行ったエイエムアイが倒産。その結果、基板の変更が必要となり開発が大幅に巻き戻ったことがリリースの遅延を招いた。なお、リリースされた製品はセガのRINGWIDE基板で稼働している。
2013年2月にシリーズ第2弾となる『カオスコード -ニューサインオブカタストロフィ-』（CHAOS CODE -NEW SIGN OF CATASTROPHE-）が『ジャパン アミューズメント エキスポ 2013』にて発表された。2013年6月6日に稼働開始され、タイトーのコンテンツダウンロードシステムであるNESiCAxLiveに対応。
2013年4月3日には1作目のPlayStation 3版が発売開始された。PlayStation Networkを使用したダウンロード版のみの販売である。2016年11月9日に『カオスコード -ニューサインオブカタストロフィ-』のPlayStation 4版が同じくPSNダウンロード専売で発売し、2020年3月26日には同作のNintendo Switch版が発売予定。
なお、家庭用でのネット対戦はPS4版『カオスコード -ニューサインオブカタストロフィ-』で実装された。
2020年1月25日に新作『カオスコード ネクストエピソード オブ エクストリームテンペスト』が発表されたが、同年2月10日にF K Digitalの開発業務停止に伴う同タイトルの開発中止が告知された。
2025年夏期に約12年ぶりとなるシリーズ完全新作『カオスコード -ネメシスエクスペリメント-』がexA-Arcadia対応タイトルとして稼働予定。

## システム
気絶値の概念があり、一部を除いたほぼ全ての状況下で攻撃を受けると気絶ゲージが溜まり、ゲージが満タンになると一定時間の間、強制的に行動不能になる。気絶値は攻撃を受けていない時に少しずつ減って行く。
ver.1.01までは意図的にコマンド入力猶予を多めにしており、このために生じるラグが「相手の出した技を見てから相手を潰す」行為を防ぎ、「相手の移動先と、移動直後の行動を読んで行動する」事を重視した仕様になっていた。NESiCAxLive版ではこのラグは廃止されている。
スコアランキングで出る王冠は『普通にクリア』すると黒い王冠、『3ステージ終了までに1ゲージ以上の必殺技を使用したK.Oを4ラウンド取ると乱入してくるキャラを倒してクリア（デフォルト設定）』すると金色の王冠が付く。家庭用ではこの部分がエンディング分岐する条件となる（条件さえ満たせばコンティニューしてもいい）

### 基本操作
A（弱パンチ）、B（弱キック）、C（強パンチ）、D（強キック）の1レバー4ボタン形式。A+Cで通常投げ、A+Bで前方回避ができる。レバーを斜め後ろに入れると下段ガード、斜め後ろ下2回でバックステップとなるため非常に相手から逃げやすい仕様になっている。

### ランとステップ
（動作は右向き時のもの）
スティックで→→入力した時のダッシュのタイプとして「ラン」と「ステップ」が用意されており、それぞれキャラクター選択時に合わせて選ぶことになる。ダッシュタイプによってカオスゲージの溜まりやすさやゲージ外観が異なる。
ランの場合、→→入力後に→に倒し続けることでダッシュを継続でき、長距離をすばやく移動できる。
ステップは移動距離こそ短いものの、行動をキャンセルできるためステップ限定のコンボがある。また、ゲージが溜まりやすい。

### スキルセレクト
キャラクター選択時に、必殺技2つ、アルティメット・カオス2つの計4つの技から2つを選んで追加することになる。
選んだ必殺技は固定の必殺技に加えて発動できるようになる。必殺技とアルティメット・カオスが1つずつである必要はなく、2つとも必殺技、または2つともアルティメット・カオスを選択することも可能。
ラン&ステップの選択と合わせるとキャラクター一人につき8通りのパターンが存在することになり、戦略性を深めている。

### カオスコンボ
ボタンを特定の順番で押していくことで、通常技のみでコンボをつなぐことができる。チェーンコンボと言われている。

### ゲージと消費技
本作の必殺技ゲージは『カオスゲージ』と呼ばれ、最大3本まで貯めることができる。

#### EX必殺技
カオスゲージを50％消費することで発動できる強化版の必殺技。これが無い技もある。

#### アルティメット・カオス
カオスゲージを1本消費することで発動できる上位必殺技。

#### ディストラクション・カオス
カオスゲージを3本消費することで発動できる超必殺技。

#### カオスシフト
アルティメット・カオス発動中、ゲージをさらに1本消費して発動できるキャンセル移動技。カオスシフトを利用することでさらにコンボを継続できる。

#### カオスキャンセル
必殺技をアルティメット・カオスでキャンセルすることで成立。ゲージを1本多く消費する代わりにアルティメット・カオスのダメージ補正がリセットされる ため、コンボに組み込めば大ダメージを与えられる。成立時はカットインが出ず、キャラにズームがかかる。

#### エクシード・カオス
ゲージが最大まで溜まっているときに発動可能。発動中は徐々にゲージが減少していき、ゲージがなくなるまで効果が続く。発動中はあらゆる攻撃がキャンセル可能になり、ライフも徐々に回復するなど様々な恩恵が得られる。しかし使用後は一定時間ゲージが溜まらないというデメリットが存在する。

## ストーリー
人類の文明が栄華を極め、ついに宇宙に進出が始まろうという頃、一人の科学者が今までの常識を覆すエネルギー『カオティクス』の開発に成功した。そのエネルギーは当時使用されていた他のエネルギーとは異質で、しかもそれは尽きる事無く、無限にその力を維持する事ができた。10年と待たずにそれまで枯渇が心配されていた他のエネルギー源と取って代わった『カオティクス』のおかげで人類の繁栄は留まる所を知らない、と思われた矢先、『カオティクス』の開発者である科学者が突然"CHAOS CODE"という謎の言葉を書き残して失踪した。地球連合政府は、科学者の失踪と謎の言葉を必死に隠そうとしたが、時代と共に肥大したメディアによって瞬く間に世間の知る所となった。そこで地球連合政府はそれを逆手に取り、"CHAOS CODE"という言葉の謎を解き明かし見つけ出した者に莫大な賞金を支払う、と公表した。
反政府組織の動きも絡み、こうして、"CHAOS CODE"を巡る争奪戦が始まったのだった。

## 登場キャラクター
緒田樹光（おたぎ ひかる）
声 - 藤木志聞
地球連合政府のエージェント。階級は少尉。スラムの人々の幸せと平和を守るためと信じて『政府の狗』となる。一方でキャラクターフィギュアなどの萌えが好きな重度のオタクであり、萌えさえ絡まなければ普通の真面目な青年だが、オタク発言を全く自重しない（特に萌え属性を目の前にした時は）ため相手がドン引きする始末。
クドゥラック撃破後に自身が軍の軍拡に利用されていた事と、軍が平和など望んでいない事を知り愕然とする。軍にカオスコードが渡っていないことをいい事に、今度は自らの意思で軍より先にカオスコードを入手する事を誓う。Bエンドではその事実を知ることがなかったため軍に残ることになる。
下向きに弧を描く（一旦下に潜ってから上に突き上げる軌道）飛び道具を持つが、主体はカンフーを基にした攻撃技で、相手のガードを強引に割っていく『近接戦闘とコンボの鬼』。絶えずコマンド入力をし続けるために極めがいはあるがかなり難しい玄人向けキャラ。
MGヒカル
ver1.02で追加。寝食を削って限定フィギュアを入手したハイテンションで覚醒して「萌え狂い」と化した光。食費を削ったために体重が2kg減っている。ちなみにMGとは『萌え狂い』の略。
高火力とゲージ効率と中段技で強引に相手を崩しに行く、光とは別の意味での『近接戦闘とコンボの鬼』。弱点は切り返しの乏しさ。エンディングは通常ヒカルと一緒。
SGヒカル
2014年にFKDブログで公開されたエイプリルフールネタで生まれたキャラクター。当然ゲーム中には登場しない。徹夜してまで狙っていたフィギュアが買えず、その恨みからマスクを付けて全ての相手に同じ思いをさせるために生まれ変わったヒカルの姿。トリッキーな動きからの目からビームを出す攻撃などを有する。本作唯一の溜めキャラ…という設定。
上記の通りエイプリルフールネタだったが、3DSで配信されている同メーカーのリズムゲーム『ラジオハンマー』でセリア編のボスとして登場した。
篝（かがり）
声 - 片霧烈火
連合政府と対立する紅集の隠密をしている女性。いわゆる宇宙忍者キャラで、軽装の鎧にフルフェイスのヘルメットを被っている（3ゲージ技で勝利すると鎧を外した姿を見ることが出来る）。かつて地球連合政府の介入が原因で多大な被害を出した紛争で両親を失い、以来、地球連合政府を憎んでいる。自分を拾って育ててくれた紅集の棟梁・紅（くれない）を実の母のように慕っている（なお、紅本人は「孫のように思っている」と言っている）。
真正面からの姿がなかなかないために気付きにくいが、左頬の唇近くにホクロがある。
ワープ移動や高い機動力と、ゲーム内では貴重な無敵付き対空技を持つ対空迎撃タイプ。技によっては相手を毒状態にし徐々に体力を減らすものもある。但し、防御力はかなり低い。なお、彼女だけ投げで勝利した場合のみ、相手が画面から消えたままになるという特殊演出がある（普通に投げた際は姿が消えるが、上から落下してくる）。
カトリーヌ
声 - 代永翼
突如怪力と変身能力を手に入れた、全身タイツを着たオネエ言葉で喋る（要するにオカマの）少女漫画家。本名は香取平八（かとり へいはち）。その突如手に入れた力を利用して、漫画のネタ探しの一環としてカオスコードを追う。
ちなみに初恋の相手はサーベラスであり、今でも未練があるらしい。光とは旧知の仲のようで相手が光だと専用の掛け合いが発生する。
変則的な性能を持つ多彩な飛び道具と、突進技と高い機動力で相手を翻弄し画面を制圧する。欠点は防御面で、攻め込まれた時の対処手段が乏しい。ちなみに、攻撃技を出す度にその攻撃に由来する衣装に変装する。
声を担当した代永がエルメスやケット＆シーを担当した西墻由香と入籍・結婚した際、FKDブログにて担当キャラクターたちによる一枚絵が掲載された。
ブラボー・ペペロンチーニ
声 - 森田則昭
元はイタリア料理のシェフでありながら、とある出来事がきっかけでイタリアンから中華料理に転向したシェフ。イタリアと中華が絶妙にミックスされた彼の料理が人気を呼び、大繁盛していた彼の店だったが、ある日、客同士の喧嘩が原因で破壊されてしまう。そこで彼はカオス・コードにかけられた懸賞金で店を新築すべく、戦いに身を投じる。イタリアン料理時代の師匠がおり、Aエンドでは拳によって雌雄を決する。
ちなみに食い逃げは許さない主義で、戦闘勝利時には勘定を請求する。かつて食事を提供したサーベラスの事を覚えている。
若いころは今では考えられないほどのイケメンであることが公式ブログで発覚している。
その豪腕を利用した打撃も強い投げキャラ。武器は中華料理の調理器具と食材や料理。
サーベラス・ブラック
声 - 岡林史泰
英語混じりの話し方が特徴的なエネルギーを刃や弾丸に変換して戦う。二丁拳銃を使う陽気なトレジャーハンター。自分を庇って呪いを受けた相棒のピットの呪いを解くべく、呪いが解けるとの噂を聞いたカオスコードを追う。
カトリーヌのことは避けている。ブラボーとの一宿一飯の恩義を忘れていない。ケットからは「残念なイケメン」と評されている。
高い体力と気絶値の増えにくさと攻撃力と攻撃速度と連射性能を利用した差し込み能力特化型。相手を引き寄せるゲージ技を持つ。
エルメス・ジェラルディーニ
声 - 西墻由香
精霊使いのお嬢様。アナウンサーで紅集の雇われエージェントだが、自分の欲望に忠実なため信頼はされていない。いわゆるビッチ系キャラクター。
幼い頃から厳しい両親に英才教育を施されたが、実家の書斎で偶然見つけた魔導書から精霊を召喚した事で、彼女の人生は一変。その後家を飛び出した彼女は、表ではアナウンサーとして働きながら 、裏では精霊達の力を生かして反地球連合組織・紅集の雇われエージェントとしてカオス・コードを追う。
精霊召喚による不意打ちや迎撃を得意とする中距離特化型の画面制圧キャラで、設置技などの単発攻撃での要塞戦法を得意とする。その反面、通常技の性能や決定力に不安がある。
セリア
声 - 根本香
高校に通うアンドロイド。傍目から見ると普通のゴスロリ少女だが、その実は「カオティクス」開発者が製作した兵器で、重量は200kgある。生みの親である博士の行方を追うためカオスコードを探す。実は人間になるのが夢。
ロボットらしく、その性能はシューティングキャラ。服や体の一部を変形させる技が多い。『爆弾ゲージ』を消費しての多方向からの弾幕を張る。
『ラジオハンマー』では隠しキャラクターとして登場。たまたま並んでいた列が人気フィギュア購入のための列で、彼女が手に取ったのが最後の一個だったためにSGヒカルに目を付けられることになる。通常のハンマーは傘、スペシャルハンマーはドリルになる。
ケット&シー
声 - 西墻由香（一人二役）
トレジャーハンターのピット・ウィスカーを父に持つ双子。兄の「ケット・ウィスカー」と妹の「シー・ウィスカー」でコンビを組み、二人で一人扱いとして戦う。呪いを受けた父の仇を、彼が呪いを受けた時に彼の傍にいたサーベラスだと思い込み、彼を追う。思い込みが激しく無鉄砲に暴走しがちなケットをシーが諌める構図が多い。ちなみに、シーの頭に帽子のように乗っかってる生物が父親のピットである。ピットの呪いが解けるかはエンディングによって変わる。またBエンドでは成長した二人の姿を見ることができる。
シーはカトリーヌのファンであるが、ケットにはその嗜好が理解できない。
いわゆるタンデムタイプの性能で、ケットの命令でシーが後追い攻撃を行うため、シーが動ける状態と動けない状態で性能が異なる技がある。技によってはピットも攻撃に加わる。このゲーム屈指の固め性能を有するが、防御力は最低クラス。なお身長が低いために二人に対しては一部キャラではコンボルートを変更しないといけない場合がある。
ヴェイン
声 - 真也
紅集より先に政府の崩壊を目論む剣士。実は篝の弟で、幼い頃に地球連合政府が介入した紛争で孤児になり、その時に生き別れた姉を「自分を助けてくれなかった」と思い込み逆恨みしている。クドゥラックの依頼と、姉に対する逆恨みを晴らすためカオスコードを追う。中二病じみた言動をする。ちなみに好物はプリン、趣味は裁縫で、公式からは無職扱いされている。
エルメス曰く、姉である篝と漂わせているエネルギーが非常に似てるとのこと。
中〜近距離に強みを持ち、日本刀を使った長いリーチで引っ掛けた後に設置技でのセットプレイを狙う、安定性と自衛力に長けた性能。但し、移動速度は遅い。ゲージ頼みの戦い方を殊更強いられるため、ゲージ管理が重要なキャラクター。
美島ルイ（みしま ルイ）
声 - 藤咲ちま
田舎を嫌い、故郷から都会に出てきた少女。それ故、田舎出身であることにコンプレックスを感じており、そのコンプレックス丸出しの発言と、都会っ子を勘違いした格好と言葉遣いをする（光曰く「黙っていれば都会っ子」）。しかし、故郷を想う気持ちが残っており、故郷の御神体が競売に掛けられ行方不明になったという噂を聞いて、ご神体を取り戻す為にカオスコード争奪戦に身を投じる。
相手が光だと「暑苦しいうえにオタクだなんてキモイ」という特殊台詞があるため、彼の趣味を知ったうえで面識があると思われる（上記の「黙っていれば」の台詞もこの時に聞ける）。
実は御神体は村長（今は市長）が不気味さを理由に保守派を押し切って売り払った物で、その不在の間に田舎だった村は激的に発展しビルが立ち並ぶ市となる。御神体は当然のように彼女につき返されることになる。なお、御神体自体は『カオスコードには劣るが、それに近い能力を持った物体』であることがクティーラEDで明かされている。また全キャラの中で唯一BエンドがAエンドの続きになっている。
Verによって立ちモーションが違う。
トンファーを武器に戦う、飛び道具を持たない純正インファイターであり、強い攻撃判定と突進技・飛び込みを使って強襲し、それが当たればステージの位置を問わずコンボに出来る安定性を持つ。こうした攻めの優秀さの一方で避け→カウンターや、ゲージ使用とはいえ超高性能な当身技 があったりなど、防御面も弱くはない。大きな癖もないために初心者向けキャラの一人と言える。
クティーラ
声 - 根本香
ある日突然異界からやって来た、自称「リリカルマジカルワンダフル魔法少女」。退屈が嫌いで楽しい事を探して街から街へ飛び歩いては行く先々でイタズラをし、迷惑をバラ撒く高慢で傍若無人でわがままな性分。そんな日々に飽きてきた頃にカオスコードの噂を聞き、新しい「オモチャ」を見つけた彼女は大暴れを開始する。
その正体は設定 やシナリオから名前通りらしい。彼女とカトリーヌが持つ相手の姿を変える攻撃技とクドゥラックシナリオのエンディングで彼女の本当の姿らしい名状しがたい姿が見られる。それにもかかわらずたこ焼きを食べる（要するに共食いである）。彼女のシナリオのラストではクドゥラックを助けた恩を使って彼を荷物持ちにするなど、その言動は高慢そのものだが、戦闘勝利時に玉座に座ろうとして後ろに倒れたり、自らに対する光のオタク発言に対し身の危険を感じるなど、かわいらしい一面も持つ。ちなみに胸が小さいが、「貧乳は正義」らしい。
エイエムアイが倒産した事による発売延期に伴って製作されたキャラクターである。
クトゥルフ神話に由来する技名を使う。ちなみに杖はショゴス。ダッシュがホバー移動で、ステップが長い溜めからのダッシュであり、スキル設定次第で性能が大きく変わる。複雑な軌道を取れる突進技と、変則的な性能を持つ多彩な飛び道具・設置技を使った不意打ちや要塞戦法を使った近距離と遠距離に強みを持つ性能であり、中距離（開幕時の間合い）を苦手とする。体力と防御面は最低クラス。
セリアII / セリアII改
声 - 根本香
中ボス。カオティクス開発者が製作したカオス・コードの守護者で、セリアの姉妹機。セリアのことは「お姉様」や「姉さん」と呼ぶ。セリアは彼女の存在を知らなかった。セリアとは服のデザインが少し異なる。白目が黒く、瞳はライトのように黄色く光る。外見、言動共に非常に攻撃的。
プレイヤーキャラクターとしては破壊された身体を修復されたセリアII改として登場する。セリアからは「改ちゃん」と呼ばれるようになったが、本人は嫌がっている（頭だけの場合も有り、その時は「ヘッドちゃん」と呼ばれていた）。セリアII改のストーリーのみ本編の後日談という設定になっている。また彼女のEDからカオス・コードが関係した他施設の守護者も全てがセリアシリーズであることが判明している。
鎌やドリルやバリアーなどのスーパーロボットが使用するような武器を中心に戦う。セリアとは戦闘方法が正反対で直接的な攻めが得意。飛び道具や瞬間移動技で相手の起き攻めを回避できるなどの理由で初心者向けとされているが、反面気絶値が他キャラと比べて低めになっている。
家庭用では条件を満たすとボス仕様のセリアIIも使用可能になる。『ラジオハンマー』では生首状態で登場。セリアとSGヒカルの間で的確なツッコミを行う。
クドゥラック・アイマ / クドゥラック-SIN
声 - 望月武
最終ボス。カオス・コードの掌握を目論む男。魔術師であるが、科学技術の発展により魔法の権威が無くなったため、その権威を取り戻すべくプレイヤーキャラクターがセリアIIを破壊した所でカオスコードを横取りしようと目論む。白い肌に白い長髪、白を基調とした服など、全体的に白いカラーリングをしている。瞳は赤く、デモシーンやカットインでは発光している。
ヴェインとは互いに利用し合っていたが、自身が不利になったとみるや連邦政府に売り渡そうとするなど、その言動はとにかく小物。また、最終ボスという立ち位置にもかかわらずギャグキャラのような扱いをされることが多い。
プレイヤー版のBエンディングによれば、彼の父親はカオティクスの原理に魔法との共通性を見つけ、それに首を突っ込んだがために殺されたらしい。
プレイヤーキャラクター版はクドゥラック-SINという表記になるが、同一人物である。 家庭用ではセリアII同様にボス時と同じ能力のものも使用可能。
血や「贄（ニエ）」と呼ばれる人型の怪物を使役して戦う遠距離キャラ。いわゆる設置型など特殊な性質の飛び道具を豊富に持っており、それらを駆使した空間制圧を得意とする。プレイヤー版は体力が低く近距離での切り返しに難があるものの、スキルセレクトである程度補える。コンボが長いために相手を拘束する時間が非常に長いが、その分ディレイなどを駆使した細かいコンボを覚える必要がある。
その攻撃の仕方や作中の台詞から貧血キャラクターとして扱われているが、趣味は献血だったりする。
ルピナス
声 - 東千乃
Ver2.0で追加されたキャラクター。登場自体は家庭用が初で、光のBエンドで「後輩」という名前で出演していた。
光と同じ地球連合政府のエージェント。金髪のショートカットの髪型をした女性。黒を基調とした独特な形の露出度の高い戦闘服を着ている（普段は普通の服だが、ボタン一つで戦闘服に変形する）。戦渦に巻き込まれ、左手が義手となっている。当初は腕を失ったことから心を閉ざしていたが、光と出会ったことで心を開くようになる。そのため光のことを尊敬（恋愛感情に近い）しており、勝利時コメントなどにもそれが表れている。相手が光だと戦闘前特殊台詞もしゃべる（ただし光には特殊台詞も特殊勝利コメントも無し）。軍の命令で『光の監視』を行うことになり、信頼する軍と尊敬する光との間で苦悩することになる。軍人のために言葉遣いは堅いが、カトリーヌのカウンター技の鏡の中では女の子らしい服を着ていたり、FKDブログでは光のためにチョコを作ったりホワイトデーのお返しに喜んでいたりと年相応の女性的な部分も見え隠れしている。義手は取り外し可能で戦闘用以外に普通の人間肌の腕もある。
胸の大きさには相当なコンプレックスがあり、Bエンドではそれが元でクドゥラックを逃がしている。
義手を伸ばして相手を捕まえたり、鞭のようにしならせて投げ飛ばすなどして戦う。また、一定時間おきに地面を走る飛び道具を放つ道具を設置するなどの兵器を使用した攻撃方法も存在する。
レイ
声 - 横田大輔
Ver2.0で追加されたキャラクター。
カジノのヒットマン（実際は用心棒）。元は軍警察の人間だったが、突如捜査を打ち切られたカオスコード事件の裏に何かがあるという直感から軍警察を辞め、相棒と独自で捜査を再開する。なお、相棒はメイガンという名前のみ判明している。
戦闘スタイルが『喧嘩』で、飛び道具技もない上に武器すら持っていないルイ以上のインファイター。技の名前が全てセリフになっている。必殺技の「まだまだいくぜぇ！」は様々なコマンドを入れることで派生していくが、そのルートは非常に多いために慣れるには時間が必要。また、この技はアクションポイントという独自のゲージを消費して使用でき、その火力はゲーム中でも非常に高い。相手の攻撃をガードなしで耐えることができる、いわゆるスーパーアーマーを装着できる技を持っているために同じインファイター系の相手には強いことが多い。

## BGM作曲者一覧
MintJam　setzer　kya　公　-45　nekono　Cheng